# ハウフィオプテリクス
ハウフィオプテリクス（学名:Hauffiopteryx）は、ドイツやルクセンブルクおよびイギリスのサマセットから化石が発見されている、絶滅した魚竜の属。

## 分類

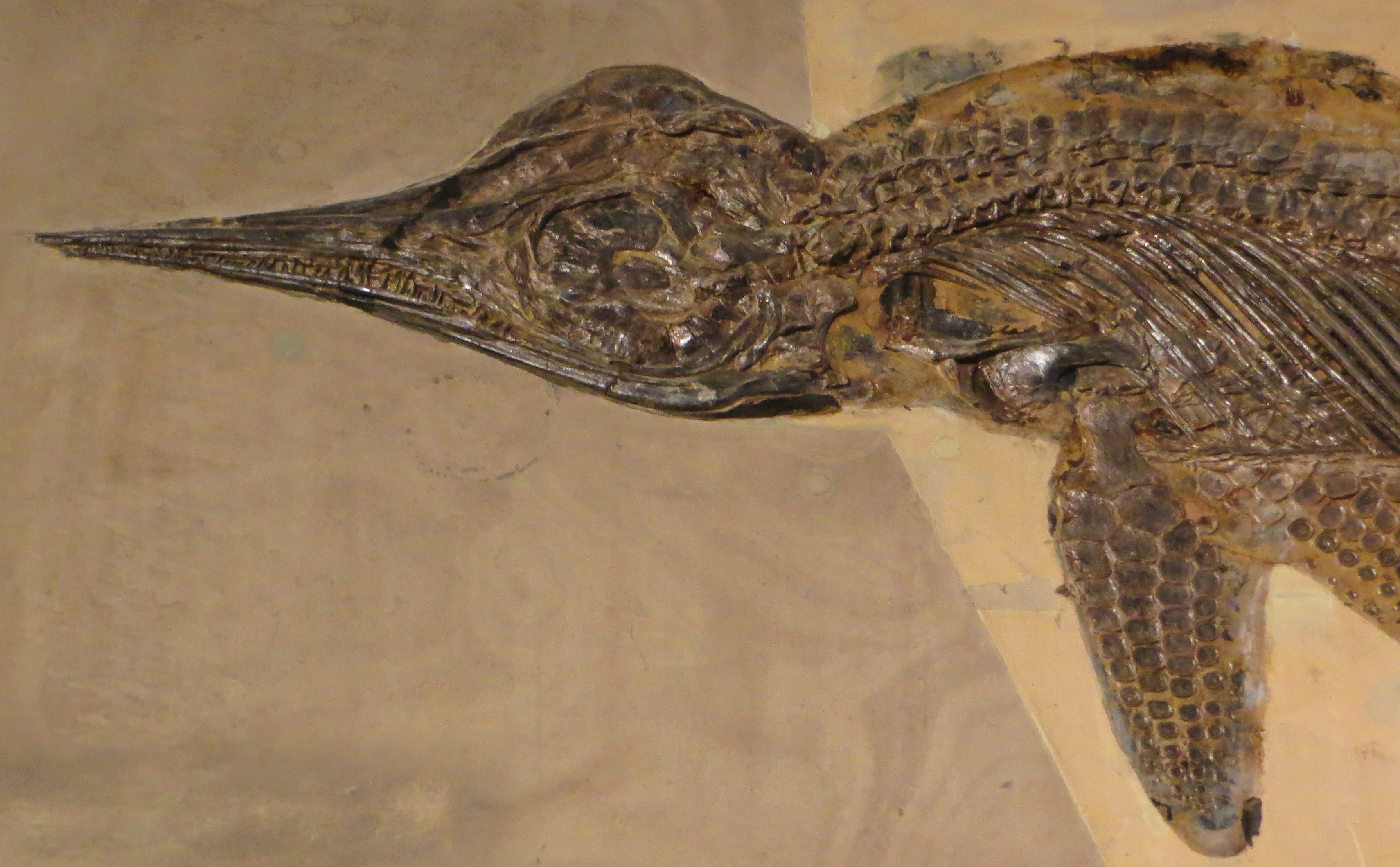
前部

かつてステノプテリギウス・ハイフィアヌスに分類されていた標本に基づき、ハイフィオプテリクスは Michael W. Maisch により初めて記載された。Maisch は、ステノプテリギウス・ハウフィアヌスの新基準標本が Stenopterygius cf. S. quadriscissus として定義でき、従ってこの種は疑問名とされるべきであることを発見した。彼はまた、かつてステノプテリギウス・ハウフィアヌスに分類されていた大半の標本が S. quadriscissus に再分類できること、残る標本はステノプテリギウスの有効な属として認められない新たな分類群に属することを発見した。

## 標本
ハウフィオプテリクスは新基準標本 GPIT 1491/4 から知られており、この標本には頭部と軟組織が保存されている。全長は1.93メートルに達し、標本は約1億8200万年前のジュラ紀前期トアルシアン期にあたるドイツホルツマーデンのポシドニア頁岩の Harpoceras elegantulum-exaratum ammonoid subzones (さらに厳密には Lias ε II4)から回収された。ドイツのホルツマーデンおよびルクセンブルクのデュドランジュから産出した標本には、MHH '9'、WAT 1、SMNS 51552、SMNS 80225、SMNS 81965 がある。これらは上記の Harpoceras elegantulum-exaratum ammonoid subzones の Lias ε II1-5 から発見されている。
2011年にはハナ・カインとミッチェル・J・ベントンが、トアルシアン期初期にあたるイギリスのイルミンスターに位置する Strawberry Bank から産出した新たな標本を記載した。標本は全て幼体または乳児であり、ほぼ完全な骨格と頭骨を有していた。これらには BRLSI M1399、BRLSI M1400、BRLSI M1401、BRLSI M1403、BRLSI M1404、BRLSI M1406 が含まれる。なおBRLSI M1399 は Maisch が先に記載していた。
Maisch が記載した標本とイギリスから産出した標本から、ハイフィオサウルスがトゥンノサウルス類の基盤的な属またはユーリノサウルス類の属であることが示唆されている。

## 語源
1931年に Friedrich von Huene はハウフィオプテリクスをステノプテリギウス・ハウフィアヌスの亜種と考え、ステノプテリギウス・ハイフィアヌス・ティピカと命名した。2008年に Michael W. Maisch がその分類を属へ昇格させ、ハイフィオプテリクス属を独立させた。従って模式種はハイフィオプテリクス・ティピクスである。
属名はポシドニア頁岩とその動物群（特に魚竜）の理解を深めるために長期にわたって研究したホルツマーデンのハウフ一家を称えたもので、「ヒレ」や「翼」を意味する pteryx にも由来する。種小名は「典型的な」という意味を持つ。